# A Forest Fire
A Forest Fire è un cortometraggio muto del 1912 diretto da J. Searle Dawley.

## Produzione
Il film fu prodotto dalla Edison Manufacturing Company. Venne girato nella Sierra National Forest, in California.

## Distribuzione
Distribuito dalla General Film Company, il film - un documentario in una bobina - uscì nelle sale cinematografiche degli Stati Uniti il 6 dicembre 1912.